# Bandyella
Bandyella es un género de foraminífero bentónico de la subfamilia Pleurostomellinae, de la familia Pleurostomellidae, de la superfamilia Pleurostomelloidea, del suborden Buliminina y del orden Buliminida. Su especie tipo es Pleurostomella greatvalleyensis. Su rango cronoestratigráfico abarca desde el Coniaciense hasta el Campaniense (Cretácico superior).

## Discusión
Clasificaciones previas incluían Bandyella en la subfamilia Wheelerellinae, y en el suborden Rotaliina del orden Rotaliida. Clasificaciones más modernas consideran Bandyella un sinónimo posterior de Pleurostomella.

## Clasificación
Bandyella incluye a las siguientes especies:
- Bandyella beckmanni †
- Bandyella greatvalleyensis †